# Dictyostelium discoideum
Dictyostelium discoideum (диктиостелиум) — клеточный слизевик, относящийся к типу Mycetozoa. Описанный в 1935 году, диктиостелиум вскоре стал одним из важных модельных организмов в клеточной биологии, генетике и биологии развития. Большую часть времени диктиостелиум проводит в виде одиночных почвенных амёб, однако при определённых условиях амёбы образуют подвижные агрегаты, а затем многоклеточные плодовые тела сложного строения. Происходящие при этом процессы межклеточной сигнализации, клеточной дифференцировки, морфогенеза и др. позволяют использовать его в качестве модельного объекта. Интересная особенность диктиостелиума — его трёхполость.

## Местообитания и питание
В природе D. discoideum обитает в почве и подстилке (влажном листовом опаде). Одиночные амёбы D. discoideum питаются в основном бактериями. Распространён D. discoideum в смешанных и широколиственных лесах умеренного пояса.
Если пищи не хватает, амёбы слипаются вместе и мигрируют туда, где среда благоприятнее. Там они распадаются на отдельные клетки. Перед миграцией амёбы не съедают все доступные бактерии, а берут с собой их запасы. На новом месте они рассеивают их, создавая запасы пищи.

## Жизненный цикл
Споры D. discoideum высвобождаются из зрелых плодовых тел и разносятся ветром. При достаточно высокой влажности и температуре из спор выходят миксамёбы — одноклеточная стадия развития диктиостелиума. При достаточной влажности и наличии пищи они питаются и делятся митозом. Миксамёб привлекает выделяемая бактериями фолиевая кислота.
При исчерпании пищи начинается агрегация миксамёб. На этой стадии в клетках миксамёб экспрессируются специфические гликопротеиды и аденилатциклаза. Гликопротеиды обеспечивают межклеточную адгезию, аденилатциклаза синтезирует цАМФ. цАМФ, секретируемый в среду, служит, как и у бактерий, сигналом «клеточного голода». У диктиостелиума цАМФ также является хемоаттрактантом для голодных миксамёб. Несколько случайно оказавшихся рядом и «склеившихся» первыми миксамёб служат центром, к которому привлекаются и ползут со всех сторон голодные миксамёбы. Соединяясь с помощью молекул клеточной адгезии, они образуют агрегат из нескольких десятков тысяч клеток.
Изначально плоский агрегат совершает сложные движения, приподнимается над субстратом, а затем ложится на бок и превращается в мигрирующего «слизня» — подвижный псевдоплазмодий длиной 2—4 мм. Псевдоплазмодий мигрирует всё время одним концом вперёд, и в его составе начинается дифференцировка клеток; часть клеток на переднем конце образуют полисахаридную оболочку (псевдоплазмодий мигрирует сквозь неё, и часть её остаётся на субстрате как слизистый след). Псевдоплазмодий движется по направлению к свету, более высокой температуре и большей сухости воздуха. цАМФ и вещество, известное как фактор индукции дифференцировки (DIF), стимулируют дальнейшую дифференцировку и формирование нескольких типов клеток. На переднем конце псевдоплазмодия оказываются клетки — предшественницы стебелька плодового тела, а на заднем — клетки — предшественницы спор. После окончания миграции в подходящих условиях клетки псевдоплазмодия совершают сложные перемещения и формируют соответствующие части плодового тела. «Сходные с передними» (аnterior-like) клетки, открытые сравнительно недавно, распределены по задней половине тела псевдоплазмодия; эти клетки формируют подставку (самую нижнюю часть плодового тела).
После остановки псевдоплазмодия за счёт перемещения клеток формируются «стадия сомбреро», а затем начинается кульминационная фаза формирования плодового тела.
В ходе этой фазы передние и задние клетки псеводплазмодия меняются местами. Передние клетки «сомбреро» формируют целлюлозные клеточные стенки и собираются в полый трубчатый стебелёк, по наружной поверхности которого клетки — предшественницы спор мигрируют вверх, а остальные клетки — предшественницы стебелька — вниз. Полностью сформированное плодовое тело высотой 1—2 мм образуется через 8—10 часов после начала этой фазы. После созревания спор на его вершине споры рассеиваются, и цикл начинается снова.
Кроме описанной выше бесполой части цикла, в жизненном цикле диктиостелиума может присутствовать и половое размножение. Переход к половому размножению может запускаться подсыханием подстилки, где живут миксамёбы. Сливаясь, две миксамёбы разных типов спаривания образуют зиготу — «гигантскую клетку». У диктиостелиума три типа спаривания; в 2010 г. была расшифрована генетическая основа его «трёхполости». Зигота начинает заглатывать окружающих миксамёб. Проглотив несколько сотен миксамёб, зигота выделяет толстую целлюлозную оболочку, формируя так называемую макроцисту. Макроциста делится сначала мейозом, а затем (много раз) митозом, формируя множество гаплоидных миксамёб. Выходя из-под оболочки макроцисты, они начинают питаться и размножаться бесполым путём. Таким образом, у D. discoideum жизненный цикл с зиготической редукцией (единственная диплоидная стадия — зигота). В лабораторных условиях половое размножение происходит крайне редко.

## Использование в качествемодельного организма

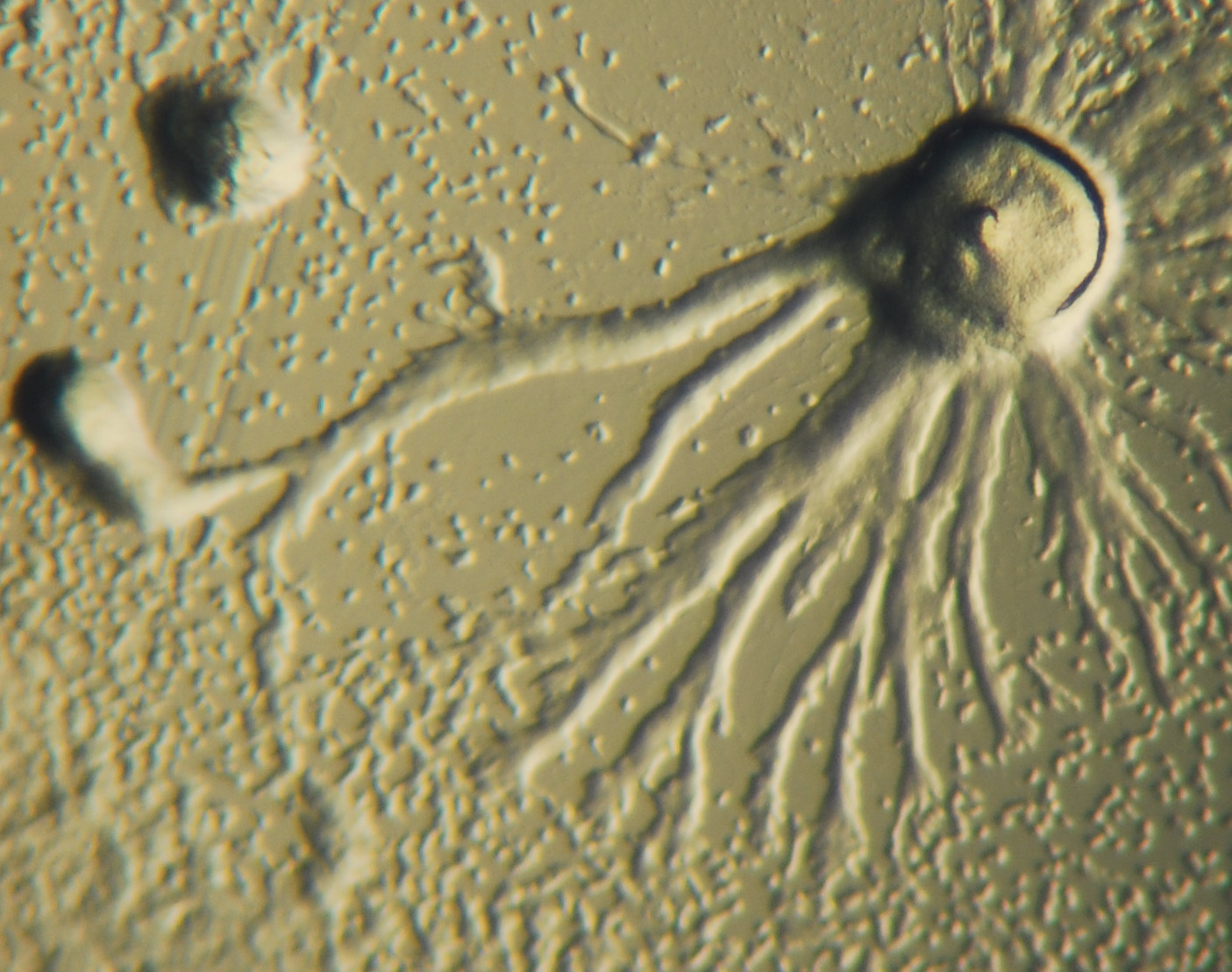
Агрегация миксамёб D. discoideum связана с положительным хемотаксисом к цАМФ

Преимущества диктиостелиума как модельного объекта — относительно простое строение, небольшое число типов клеток, а также короткий жизненный цикл и простота выращивания в лабораторных условиях. При этом диктиостелиум сильно отличается от многоклеточных животных по характеру жизненного цикла и ходу морфогенеза плодовых тел и в то же время достаточно сходен с ними по выявленному набору генов и внутриклеточных сигнальных путей.

### Основные направления исследований
Один из процессов, интенсивно изучавшихся на диктиостелиуме, — дифференцировка клеток, происходящая при образовании плодового тела. В частности, изучались факторы, влияющие на выбор клетками пути дифференцировки (в клетки стебелька или споры) в зависимости от положения в теле псевдоплазмодия, непосредственного окружения, времени от начала агрегации и других факторов.
Хемотаксис у D. discoideum изучается на примере движения миксамёб по направлению к источнику секреции цАМФ. В секреции цАМФ и скорости передвижения миксамёб наблюдается цикличность с определённым периодом. Интересно, что использование цАМФ в качестве хемоаттрактанта не описано ни у одного другого организма.
Апоптоз (программируемая клеточная смерть) в ходе нормального развития организма часто служит для обеспечения правильного взаимного расположения клеток и создания органов сложной формы. У D. discoideum в ходе образования плодового тела апоптоз претерпевают около 20 % клеток. Это клетки — предшественницы стебелька, которые во время формирования стебелька секретируют целлюлозную оболочку, а затем формируют крупные вакуоли и вытягиваются, вынося вверх клетки — предшественницы спор. Затем клетки стебелька гибнут путём апоптоза. У диктиостелиума заметно меньшее число белков участвует в регуляции апоптоза, чем у позвоночных.
В последние годы на диктиостелиуме интенсивно изучаются и другие механизмы клеточной смерти — путём аутофагии и некроза.
Также на диктиостелиуме активно изучаются процессы, происходящие в клеточном ядре. С помощью новых техник визуализации активности генов было показано, что транскрипция у D. discoideum происходит «вспышками», или «импульсами». В дальнейшем выяснилось, что такой импульсный характер транскрипции характерен для всех организмов: от бактерий до человека. Набор ферментов репарации у диктиостелиума и у человека очень сходен, и это позволяет изучать на такой простой модели последствия мутаций генов системы репарации, которые у человека нередко связаны с опухолевой трансформацией клеток.
Существенно продвинуть исследования генетических механизмов регуляции у диктиостелиума позволит недавно разработанная технология воздействия на его гены с помощью CRISPR/Cas9 геномных модификаций